# Unterschiede zwischen der Gemeinschaft Christi und der Kirche Jesu Christi der Heiligen der Letzten Tage
Die Gemeinschaft Christi und die Kirche Jesu Christi der Heiligen der Letzten Tage (HLT) sind zwei Konfessionen des Mormonentums, die ihre Gründung auf Joseph Smith zurückführen. Seit dem Tod von Smith entwickelten sie sich separat in Glauben und Praxis. Die HLT-Kirche hat ihr Hauptquartier in Salt Lake City, Utah und zählt ungefähr 17 Millionen Anhänger. Das Hauptquartier der Gemeinschaft Christi liegt in Independence, Missouri; die Gemeinschaft hat ungefähr 250.000 Mitglieder.

## Historische Unterschiede zwischen den Kirchen

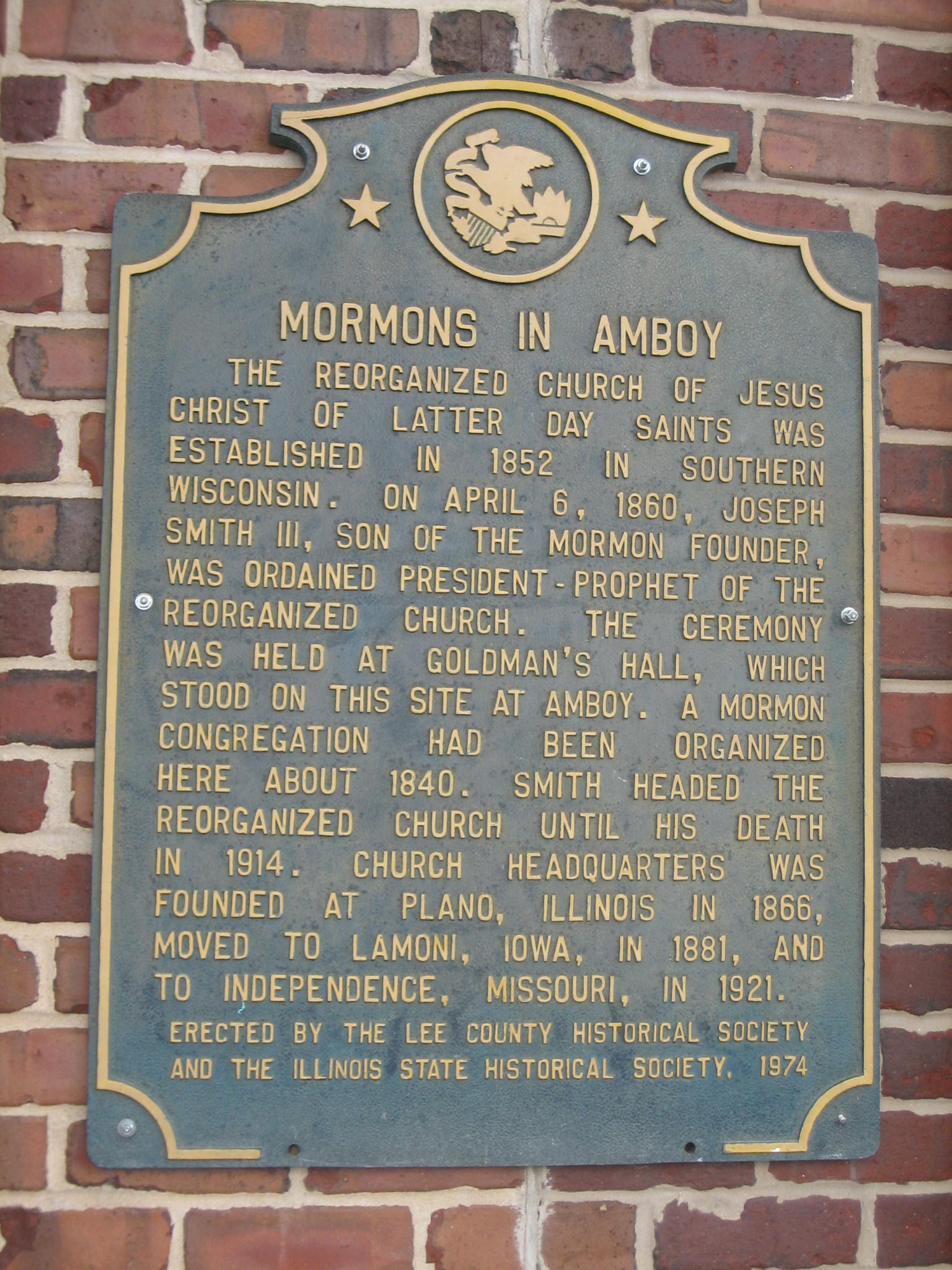
Tafel der Gründung in Amboy

Die Gemeinschaft Christi wurde von einer Vereinigung kleiner Gruppen, die nicht mit Brigham Young nach Utah ziehen wollten, gegründet. Im Jahre 1860 wurde sie auf der Amboy Conference neuorganisiert und ihre Kirchenführer lehnten die Lehren von Young und seinen Nachfolgern ab. So entstanden Unterschiede zwischen den beiden Kirchen, die bis heute fortbestehen. Die hier aufgeführten Beispiele verdeutlichen diese Unterschiede.

### Heilige Schriften
Beide Kirchen haben einen offenen Schriftenkanon, der auf der Bibel, dem Buch Mormon und weiteren Offenbarungen von Gott im Buch Lehre und Bündnisse basiert.

### Bibel
Die Gemeinschaft Christi gibt keine Bibelübersetzung zwingend vor. Im deutschsprachigen Raum wird die Einheitsübersetzung primär benutzt und im englischsprachigen Raum die New Revised Standard Version (NRSV) und die so genannte „inspired“-Übersetzung der Bibel von Joseph Smith, obwohl er nur Teile des Textes bearbeitet hat. 
Die HLT-Kirche benutzt die King-James-Bibel und veröffentlicht für die nicht-englischsprachigen Anhänger eigene Bibelausgaben. Im deutschsprachigen Raum wird die Einheitsübersetzung benutzt.

### Buch Mormon
Die Gemeinschaft Christi und die HLT-Kirchen glauben beide, dass das Buch Mormon eine weitere heilige Schrift sei. Jedoch erklärte der Präsident der Gemeinschaft Christi, Stephen M. Veazey, dass eine Resolution hinsichtlich einer Wiedereinführung der Überzeugung, dass das Buch Mormon eine göttlich inspirierte Schrift sei, nicht möglich sei, da die Gemeinschaft Christi einen Glauben an das Buch Mormon nicht vorschreibe.

### Lehre und Bündnisse
Beide Kirchen veröffentlichen ein Buch namens Lehre und Bündnisse und betrachten es als heilige Schrift. Die Gemeinschaft Christi ließ einige frühe Kapitel weg und ergänzte nach dem Tod von Joseph Smith regelmäßig neue Offenbarungen und Dokumente. Die HLT-Kirche hat auch nach dem Tod von Smith einige Dokumente hinzugefügt, aber nicht so viele wie die Gemeinschaft Christi. Die Version der Gemeinschaft Christi enthält 166 Dokumente, von denen 51 nach dem Tod von Smith hinzugefügt wurden. Die Version der HLT-Kirchen enthält 140 Dokumente, von denen fünf nach dem Tod von Smith hinzugefügt wurden.

### Köstliche Perle
Die HLT-Kirche akzeptiert das ganze Buch Köstliche Perle als heilige Schrift. Die Gemeinschaft Christi hat dieses Buch nie veröffentlicht oder es als heilige Schrift anerkannt, akzeptiert jedoch zwei Teile des Buches als heilige Schrift, nämlich das Buch Mose und die Übersetzung des Joseph-Smith-Matthäus. Dies ist eine Übersetzung Joseph Smiths von Mt 23,39  und 24 . Die Teile, die nicht von der Gemeinschaft Christi akzeptiert werden, sind das Buch Abraham, Joseph Smiths Lebensgeschichte und die Glaubensartikel.

### Präsident der Kirche

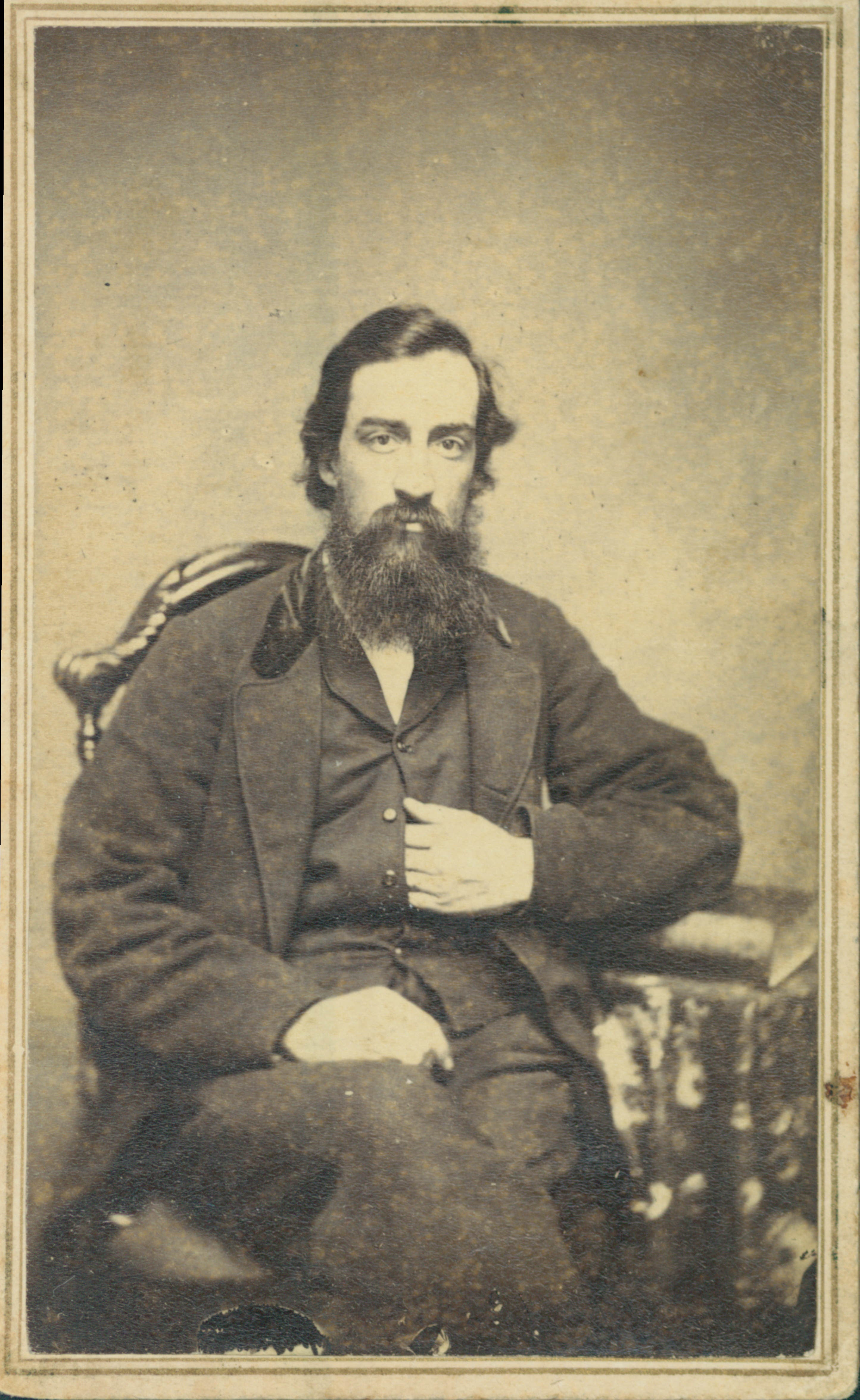
Joseph Smith III, der Nachfolger von Joseph Smith, als Prophet-Präsident der Gemeinschaft Christi. Die Gemeinschaft Christi glaubt, dass dieser Sohn von Joseph Smith und nicht Brigham Young sein rechtmäßiger Nachfolger gewesen sei.

Beide, die Gemeinschaft Christi und die HLT-Kirche, werden von einem Präsidenten geführt. Dieses Amt wurde von Joseph Smith begründet. In der HLT-Kirche basiert die Ernennung des Präsidenten auf der Dauer seines Dienstes als Apostel. In der Gemeinschaft Christi ernennt der aktuelle Präsident einen Nachfolger. Die ersten fünf Präsidenten der Gemeinschaft Christi waren allesamt Nachfahren von Joseph Smith. Die Gemeinschaft Christi lehrte jedoch niemals offiziell die Ernennung nach Stammbaum, obwohl ihr erster Präsident der Sohn von Joseph Smith gewesen war.
Die HLT-Kirche ernennt ihren Präsidenten nach Dauer des Dienstes im Kollegium der zwölf Apostel. Nach dem Tod des Präsidenten wird der dienstälteste Apostel automatisch zum Präsidenten.

### Gott
Die Gemeinschaft Christi lehrt die Dreifaltigkeit, während die HLT-Kirche lehrt, dass es drei göttliche Personen mit der gleichen Absicht gebe.

### Erhöhung
Die HLT-Kirche lehrt das Prinzip der Erhöhung. Diese Lehre wird von der Gemeinschaft Christi abgelehnt.

### Priestertum
Beide, die Gemeinschaft Christi und die HLT-Kirche, verleihen erwachsenen Männern das Priestertum. Anders als die HLT-Kirche, in der das Priesteramt erst seit 1978 auch Schwarzen offensteht, verlieh die Gemeinschaft Christi es schon immer an Menschen aller Hautfarben, seit 1984 auch an Frauen. In der HLT-Kirche dürfen Frauen keine Priesterinnen werden. In der HLT-Kirche bekommen schon zwölfjährige Jungen das Priestertum. Die Gemeinschaft Christi beschränkt ihr Priestertum auf erwachsene Männer und Frauen.

### Tempel
Die Gemeinschaft Christi besaß bis 2024 nur zwei Tempel, den Kirtland Temple als historisch ersten Tempel des Mormomentums und den aktiv genutzten Independence Temple; ersterer wurde 2024 an die HLT-Kirche verkauft, um den Erlös für die Missionsarbeit zu nutzen, so dass die Kirche nun nur noch einen Tempel hat. Die HLT-Kirche hat mehr als 140 Tempel.
Der Tempel der Gemeinschaft Christi ist öffentlich zugänglich und es gibt dort weder Zeremonien noch irgendeine Form der Geheimhaltung. Im Gegensatz dazu dürfen die Tempel der HLT-Kirche nur von würdigen Mitgliedern der Kirche betreten werden, und über die dort stattfindenden besonderen Gottesdienstformen soll außerhalb des Tempels nicht gesprochen werden.

### Benutzung des Kreuzes und anderer Symbole
Die Gemeinschaft Christi benutzt das Kreuz als Symbol. Dagegen lehnt die HLT-Kirche das Kreuz seit dem frühen 20. Jahrhundert als Symbol ab.
Die meisten Tempel der HLT-Kirche haben einen Engel Moroni an ihrer Turmspitze, auf zehn HLT-Tempeln befindet sich keiner. Die HLT-Kirche sieht den Engel Moroni jedoch nicht als offizielles Symbol der Kirche an. Die Gemeinschaft Christi lehnt den Engel Moroni als Symbol ab.

### Polygamie
Die Gemeinschaft Christi lehnte die Polygamie von Anfang an ab und lehrt bis heute, dass Joseph Smith niemals mehrere Frauen gehabt habe.
Die HLT-Kirche dagegen praktizierte bis zum Manifest von 1890 Polygamie.

### Zehnt
Traditionell lehrte die Gemeinschaft Christi, dass der Zehnt vom überschüssigen Einkommen berechnet wird. Die HLT-Kirche dagegen lehrt, dass der Zehnt vom jährlichen Gehalt abgezogen wird und dass die Mitglieder die Kalkulationsweise bestimmen dürfen, ob dies vor oder nach den Steuern berechnet wird. Die Gemeinschaft Christi begann ein Programm, das allgemein Spenden für die Kirche unterstützt. Dies wird von der Kirche positiver gesehen als eine jährliche Verpflichtung für die Mitglieder.

### Wahre Kirche und Erste Vision
Die HLT-Kirche sieht sich als die einzig wahre Kirche auf der Erde. Im Gegensatz dazu hat die Gemeinschaft Christi diese Position aufgegeben und lehrt, dass alle Religionen ein Weg zur Erleuchtung sein können.
Heutzutage verweist die Gemeinschaft Christi auf die Erste Vision mit der Bezeichnung Hainerfahrung, legt sich hinsichtlich ihrer Historizität aber nicht fest. Die Kirche legt Wert auf die heilende Anwesenheit Gottes und die Vergebung der Sünden durch Jesus. Dagegen lehrt die HLT-Kirche, dass die Vision ein historisches Ereignis war und der Beginn eines neuen Zeitalters mit einem neuen Propheten.

## Übersichtstabelle
|                                 | Gemeinschaft Christi | HLT-Kirche |
| Ungefähre Mitgliederanzahl      | 250.000 | 17 Millionen |
| Hauptquartiere                  | Independence, Missouri | Salt Lake City, Utah |
| Offener Schriftenkanon          | Ja | Ja |
| Bibel                           | Joseph-Smith-Übersetzung | King James Bibel |
| Buch Mormon                     | Akzeptiert als Schrift | Akzeptiert als Schrift |
| Lehre und Bündnisse             | 166 Dokumente 51 Schriften, die nicht von Joseph Smith verfasst wurden | 140 Dokumente 5 Schriften, die nicht von Joseph Smith verfasst wurden |
| Köstliche Perle                 | Abgelehnt Akzeptiert nur die Teile, die von der HLT-Kirche Buch Mose und Joseph Smith-Matthäus genannt werden.                                                                              | Akzeptiert als heilige Schrift, inklusive der Bücher Mose, Abraham, Joseph Smith-Matthäus, Joseph Smith-Lebensgeschichte und der Glaubensartikel |
| Präsident der Kirche            | Prophet-Präsident kann in Rente gehen und einen Nachfolger benennen. Bis 1996 Nachfolge traditionell nach der Blutlinie von Joseph Smith; nach 1996 Benennung des Präsidenten vom Vorgänger | Präsident dient in dieser Position bis zum Tod und wählt keinen Nachfolger Nachfolge basiert auf der Länge des Dienstes als Apostel, Apostel werden durch Inspiration ernannt                                                                        |
| Gotteslehre                     | Dreifaltigkeit | Drei verschiedene göttliche Persönlichkeiten mit gleicher Absicht. |
| Exaltation                      | Abgelehnt | Akzeptiert |
| Polygamie                       | Abgelehnt | Polygamie war in den frühen Jahren der Kirche erlaubt; nicht praktiziert oder autorisiert seit dem Jahre 1904. |
| Priestertum                     | Offen für alle getaufte Mitglieder (für Frauen seit 1984) Offen für alle Ethnien | Offen nur für Männer (für Jungen ab 12) Offen für alle Ethnien seit 1978 (davor verboten für Afrikaner) |
| Tempel                          | 1: Independence Temple Öffentlich zugänglich Geweiht für Frieden, Kirchenverwaltung und Geschichte                                                                                          | 179 Offen nur für würdige Mitglieder Geweiht für heilige Zeremonien |
| Endowment                       | Abgelehnt | Akzeptiert |
| Totentaufe                      | Abgelehnt | Akzeptiert |
| Siegelung                       | Abgelehnt | Akzeptiert |
| Kreuz als Symbol                | Akzeptiert | Abgelehnt |
| Engel Moroni als Symbol         | Abgelehnt | Akzeptiert, aber nicht als offizielles Symbol |
| Zehnt                           | Zehntel des Überschusses Flexiblere Zahlungsmöglichkeiten wurden eingeführt | Zehntel des jährlichen Gehalts (Mitglieder bestimmten Kalkulationsweise) |
| Erste Vision                    | Verwiesen auf die „Hainerfahrung“ Keine Position zur Historizität Der Fokus liegt auf der heilenden Gegenwart Gottes und Jesu Vergebung der Sünden von Joseph Smith                         | Akzeptiert als historisches Gründungsereignis Die Erzählung von Smith aus dem Jahre 1838 ist heilige Schrift, genannt Joseph Smith–Lebensgeschichte Der Fokus liegt auf dem Anfang der Wiederherstellung des Evangeliums durch einen neuen Propheten |
| Ist es die einzig wahre Kirche? | Traditionell ja, seit kurzem nein | Ja |

## Weitere Literatur
- Richard P. Howard: Die Reorganisierte Kirche Jesu Christi der Heiligen der Letzten Tage. Enzyklopädie des Mormonismus, abgerufen am 15. Oktober 2016.
- Steven L. Shields: Latter Day Saint Beliefs: A Comparison Between the RLDS Church and the LDS Church. Herald Publishing House; Pamphlet edition, 1986, ISBN 978-0-8309-0437-2.